# Mélyszegénység Magyarországon a 2010-es években
A szócikk a harmadik évezred elején a magyarországi mélyszegénység mértékét és annak okait mutatja be, részben nemzetközi kitekintés alapján.

## A mélyszegénység fogalma
A fejlett országokban mélyszegénységen azt a jelenséget értjük, amikor valaki egy relatív szegénységi küszöb alatt, alapvető javakat és közszolgáltatásokat nélkülözve él, és kevés esélye van arra, hogy ebből a helyzetből önerőből kilépjen. A benne élőket jelentős hátrányok sújtják az élet szinte minden (oktatás, foglalkoztatás, lakhatás és egészségügy) területén.

### A mélyszegénység mérése, mértéke
A mélyszegénységben élők számát leggyakrabban a jövedelmi szegénységgel mérik. A KSH a mediánjövedelem 40%-át tekinti mélyszegénységi küszöbértéknek, ami 2014-ben havi nettó 45 ezer Ft egy főre jutó (pontosabban: ekvivalens) jövedelmet jelentett. 2014-ben a magyarországi népesség 4,5%-a számított jövedelmi mélyszegénynek.

## Magyarország helyzete nemzetközi összehasonlításban
Magyarország 2013-ban az Európai Unión belül a jövedelmi szegénységi sorrendben kevésbé számít szegénynek (főként a többi poszt-szocialista országban is megfigyelhető, tervgazdaságból örökölt, kis jövedelmi különbségek, és kiterjedt jóléti ellátások miatt), de az anyagi és halmozott deprivációra épülő mérőszámok alapján Magyarország az európai rangsor utolsó harmadában helyezkedik el.

### Okok és demográfiai jellemzői
A közhiedelemmel ellentétben a legmagasabb szegénységi kockázatú életkori csoportot nem a nyugdíjasok, hanem a gyermekek alkotják (a magyarok 47%-a szerint az idősek, 25%-uk szerint a cigányok és 16%-uk szerint a gyermekek vannak leginkább kitéve a szegénység veszélyének). Ennek egyik oka, hogy a szegényebb háztartásokban az átlagosnál nagyobb a gyermekek aránya, illetve a kisgyermekes családokban az anya gyakran nincs jövedelemszerző helyzetben, így ezek a háztartások kisebb jövedelemmel rendelkeznek. A közvéleménnyel ugyancsak ellentétes tény, hogy bár a mélyszegények körében felülreprezentáltak a cigányok, a többségük mégsem az, a mélyszegények harmada/fele között becslik csak arányukat. A romák szegénysége nagyrészt alacsonyabb iskolázottságuknak tudható be, részben annak, hogy nagyobb számban élnek leszakadt térségekben, és végül az őket sújtó diszkrimináció is szerepet játszik. A mélyszegénységben élő családok többségének alacsony az iskolázottsága, ami jelentős mértékben korlátozza a munkaerőpiaci elhelyezkedést. Emellett nem férnek hozzá azokhoz a szolgáltatásokhoz, amelyek épp a munkavégzési képességük, vagy egészségi állapotuk javítását szolgálnák (bölcsőde, óvoda, családsegítés stb.), mert jellemzően kisebb településeken laknak, ahol ezek az ellátások hiányoznak, vagy rossz minőségűek. Az alacsony iskolai végzettség fontos szerepet játszik a szegénység átörökítésében, mivel az előbb említett szolgáltatások hiánya visszaveti a kisgyermekkori fejlődést, amely nagyban meghatározza a gyermekek későbbi iskolai előmenetelét, ezáltal pedig a munkapiaci esélyeit, ami a szegénységből való kiutat jelenthetné. A magyar iskolarendszer nem képes a kezdeti hátrányokat megszüntetni, sőt, céljával ellentétesen, felerősíti a szegénységben élők lemaradását, gátolva a társadalmi mobilitásukat.

### A mélyszegénység növekedésének okai
A növekvő mélyszegénység kialakulásának és továbbörökítésének okai az alacsony képzettség és munkanélküliség, a jóléti rendszer szűkös és elégtelen minőségű eszköztára, illetve ezek igénybevételének hiányosságai, valamint a tervgazdaságból a piacgazdaságba való átmenetkor bekövetkezett gazdaság szerkezeti átalakulások, illetve 2008. évi válságot követő gazdasági stagnálás, a segélyek összegének csökkentése, a hozzáférés szigorítása.